# Thạch Đào
Thạch Đào (giản thể: 石涛; phồn thể: 石濤; bính âm: Shí Tāo; Wade–Giles: Shih-t'ao; pháp hiệu Nguyên Tể (tiếng Trung: 原濟; tiếng Trung: 原济; bính âm: Yuán Jì), 1642–1707), là nhà sư Phật giáo, nhà thư pháp và họa sĩ phong cảnh Trung Quốc vào đầu thời nhà Thanh. Ông và ba người khác là Hoằng Nhân, Khôn Tàn, Chu Đạp cùng được tôn xưng là "Tứ tăng" thời Minh mạt Thanh sơ.

## Tiểu sử

### Tên
Thạch Đào vốn họ Chu, tên Nhược Cực (若極), là một tông thất nhà Minh. Trong suốt cuộc đời của mình, Thạch Đào đã sử dụng hơn 20 cái tên (bao gồm biểu tự, pháp hiệu, biệt hiệu) khác nhau. Trường hợp của Thạch Đào khá tương tự với Bát Đại Sơn Nhân, nhưng điểm khác nhau giữa hai người chính là tình cảm của Thạch Đào đối với dòng tộc và triều đại có thể dễ dàng thấy được từ những cái tên ông chọn cho mình.
Chu Nhược Cực khi còn nhỏ có tiểu tự là A Trường (阿长), về sau khi nhà Minh sụp đổ, ông sử dụng nhiều cái tên khác nhau để ký tên vào những tác phẩm của mình. Những cái tên phổ biến nhất có thể kể đến là Thạch Đào, Đạo Tể (道濟), Hạt tôn giả (瞎尊者), Khổ Qua hòa thượng (苦瓜和尚); ngoài ra ông còn có hiệu Thanh Tương lão nhân (清湘老人). Với tư cách là một tu sĩ Phật giáo, Thạch Đào thường được biết đến với các pháp danh Thích Đạo Tể (釋道濟) và Nguyên Tể (原濟), đặc biệt là Nguyên Tể được ông sử dụng nhiều nhất. Đến những năm cuối đời, sau khi từ bỏ Phật giáo để đến với Đạo giáo, ông đã đặt tên cho ngôi nhà của mình ở Dương Châu là Đại Địch đường (大滌堂), cũng từ đây là sử dụng tên hiệu Đại Địch Tử (大滌子).

### Cuộc đời
Chu Nhược Cực là con trai của Chu Hanh Gia (朱亨嘉), hậu duệ của Tĩnh Giang vương Chu Tán Nghi. Sau khi Sùng Trinh Đế tự vẫn, nhà Minh diệt vong dưới tay Lý Tự Thành, Phúc vương Chu Do Tung xưng giám quốc ở Nam Kinh, lập ra nhà Nam Minh. Không lâu sau, Chu Do Tung qua đời, Đường vương Chu Duật Kiện liền tự xưng giám quốc ở Phúc Châu. Lúc bấy giờ, Chu Hanh Gia cũng có ý đồ tự xưng giám quốc ở Quế Lâm nhưng không thành, bị tướng lĩnh dưới quyền Chu Duật Kiện giết chết. Nhược Cực được một hoạn quan cứu sống, bỏ trốn từ Quế Lâm đến Toàn Châu. Vì để bảo vệ tính mạng, ông đã xuống tóc xuất gia tại chùa Tương Sơn (湘山寺) với pháp danh Nguyên Tể, đổi tên thành Thạch Đào.
Thạch Đào vốn thích phiêu bạt, dạo chơi bốn phương. Khoảng năm 1660 dưới triều Khang Hy, ông dừng chân ở An Huy. Trong hơn 10 năm sống tại những ngôi chùa ở Tuyên Thành, Thạch Đào không chỉ kết giao nhiều họa sĩ mà còn khổ luyện khả năng hội họa của mình. Sau đó thì ông chuyển đến Giang Ninh. Trong 2 lần nam tuần của Khang Hi vào năm 1684 và 1689, Thạch Đào đã lần lượt tiếp giá ở Nam Kinh và Dương Châu, dâng lên tác phẩm của mình và tự xưng là "Thần tăng". Khoảng đầu những năm 1690 thì ông chuyển đến Bắc Kinh, kết giao với nhiều quan lại quyền quý và quen biết nhiều tri kỷ trong giới hội họa. Đến năm 1693, thất vọng vì không tìm được người có thể hỗ trợ mình thăng tiến hơn trong hệ thống Phật giáo, ông quyết định trở về Dương Châu, nơi ông định cư đến cuối đời. Khoàng 3 đến 4 năm sau khi trở về Dương Châu, ông bắt đầu có hứng thú Đạo giáo và dần chuyển sang tôn giáo này. Tháng 7 năm 1707 dưới triều Khang Hi, Thạch Đào bệnh nặng, không lâu sau thì qua đời. Hiện nay, mộ phần ông vẫn có thể tìm thấy sau chùa Đại Minh ở Dương Châu.

## Một số tác phẩm nổi bật

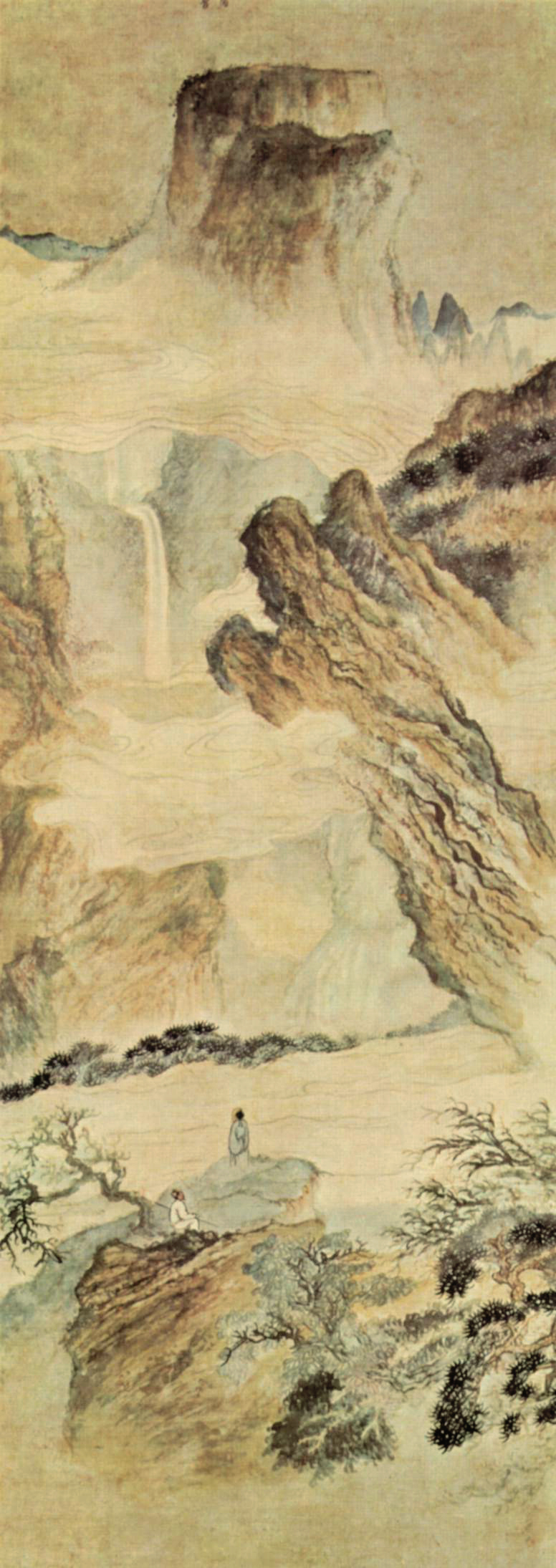
Thác nước trên núi Lư

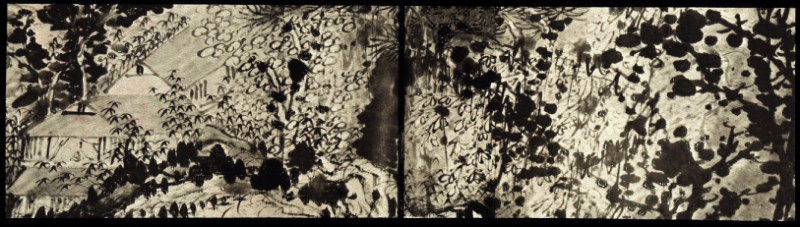
Mười ngàn vết mực xấu xí (1685) Bảo tàng Tô Châu?
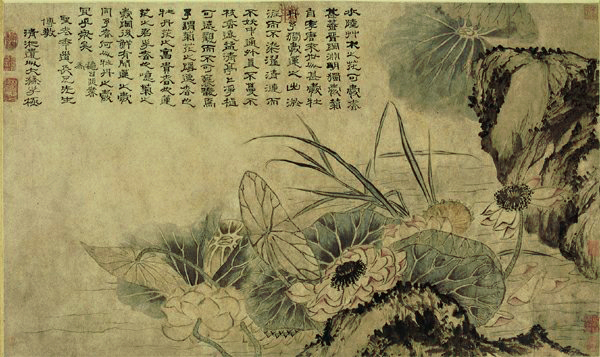
Ái liên đồ Bảo tàng Nghệ thuật Canton.
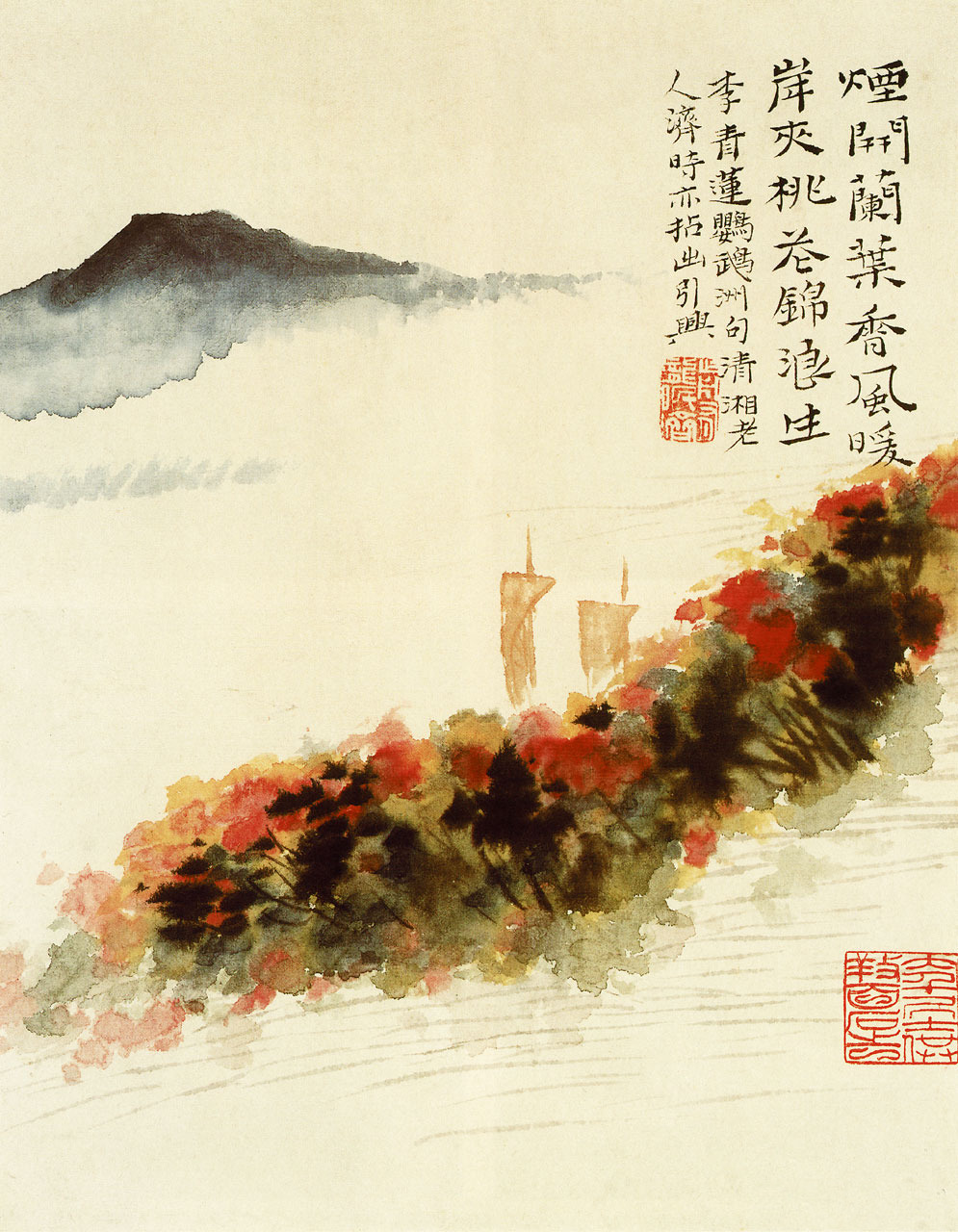
Sông hoa đào Viện bảo tàng Mỹ thuật Metropolitan New York.
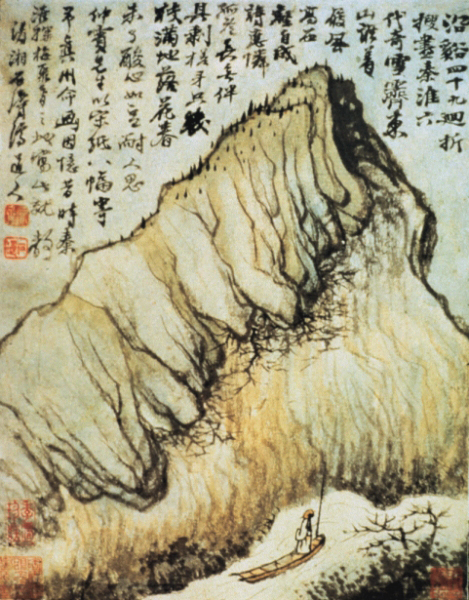
Ký ức về Tần Hoài Cleveland Museum of Art
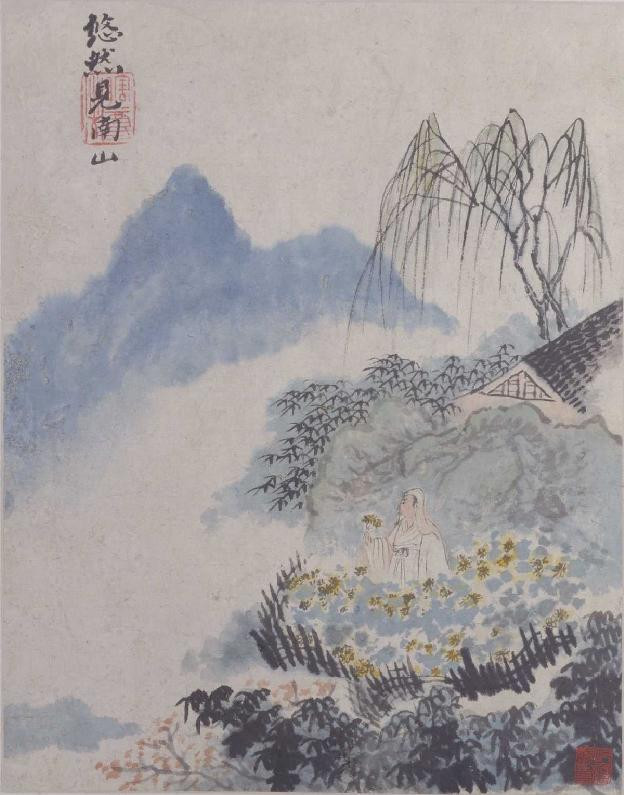
Minh họa theo thơ của Đào Tiềm Bảo tàng Cố cung
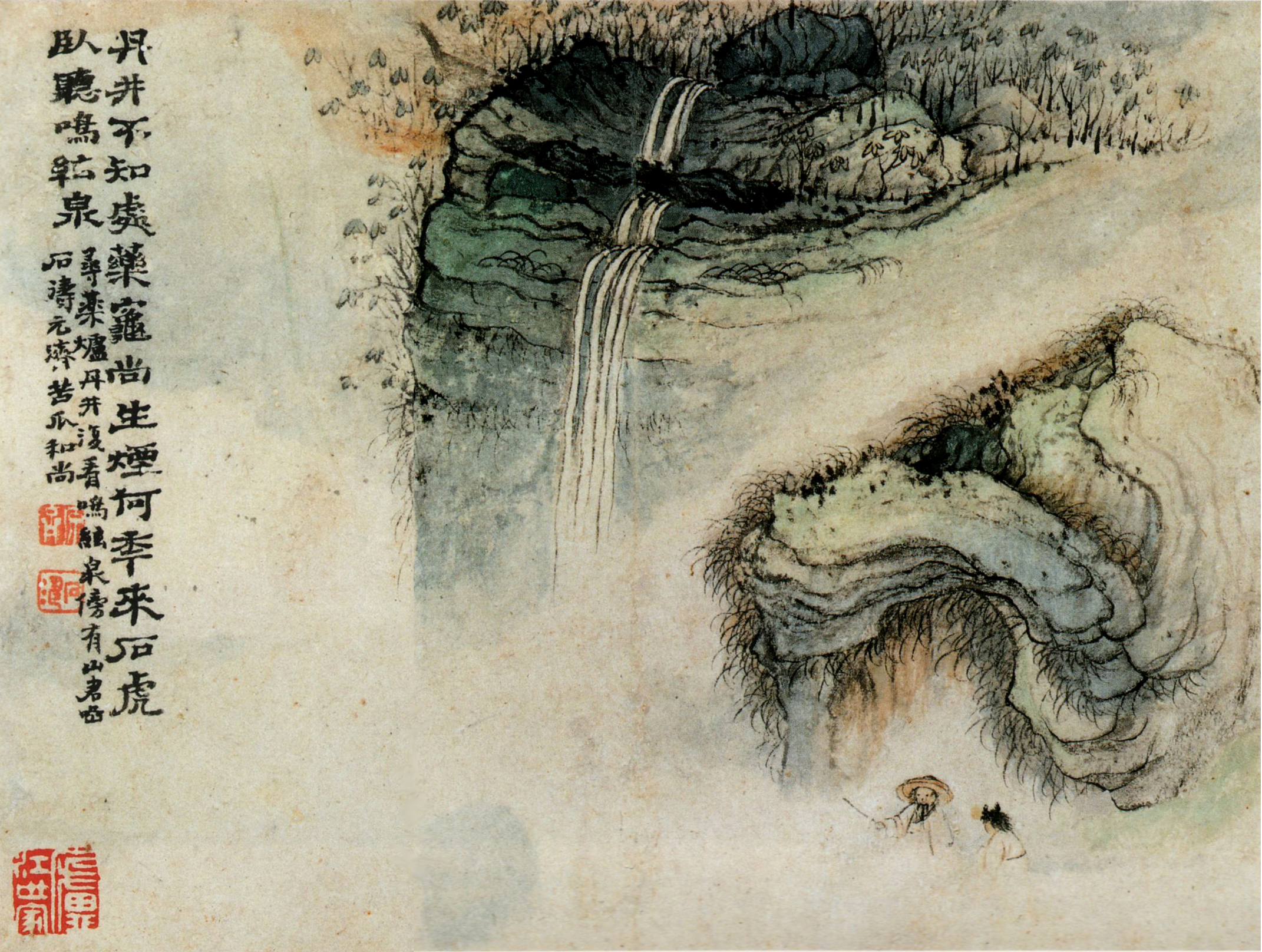
Thác Minh Huyền tuyền và núi Hổ Đầu Sen-oku Hakuko Kan (Sumitomo Collection), Kyoto.
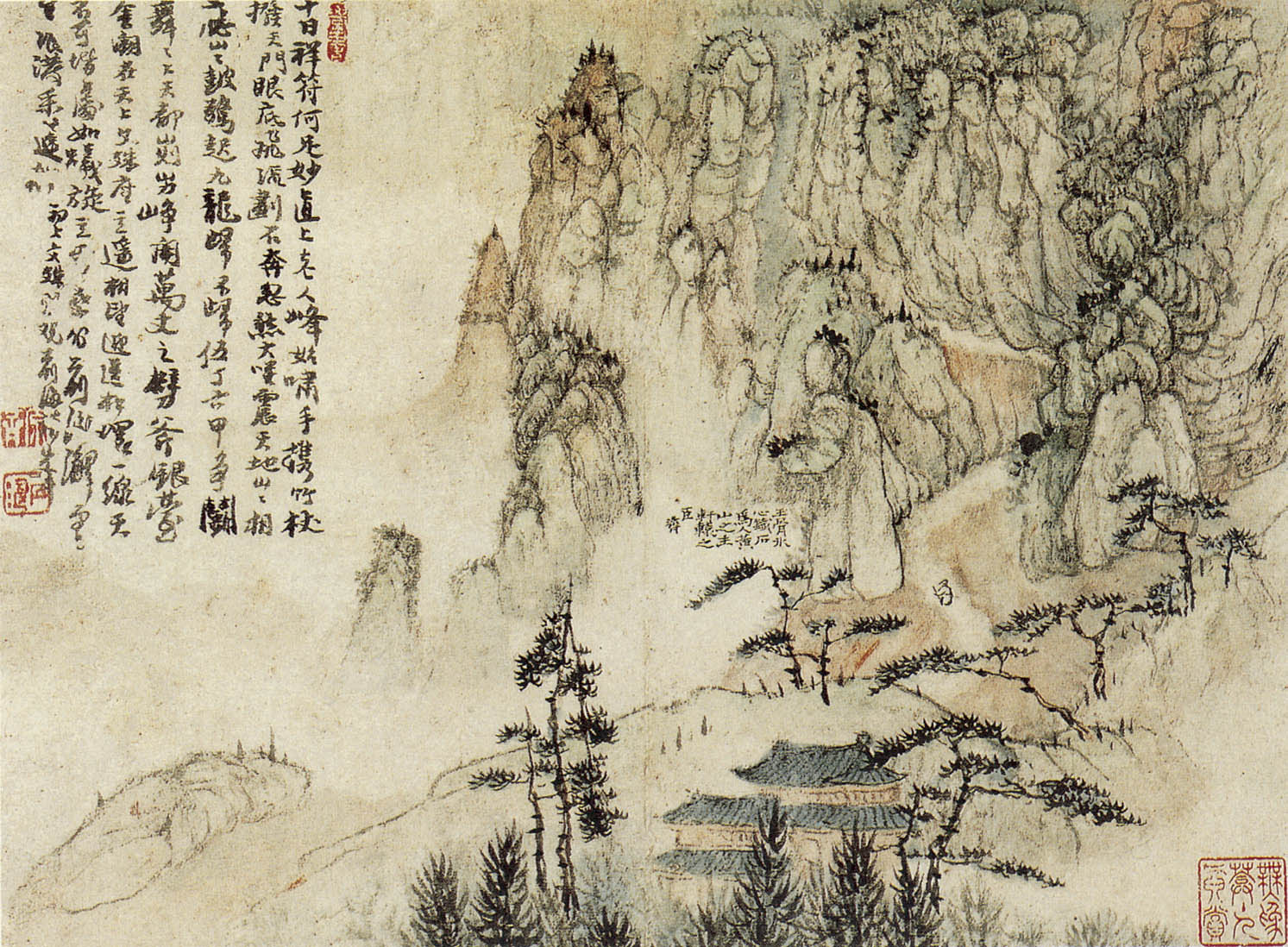
Hoàng Sơn đồ
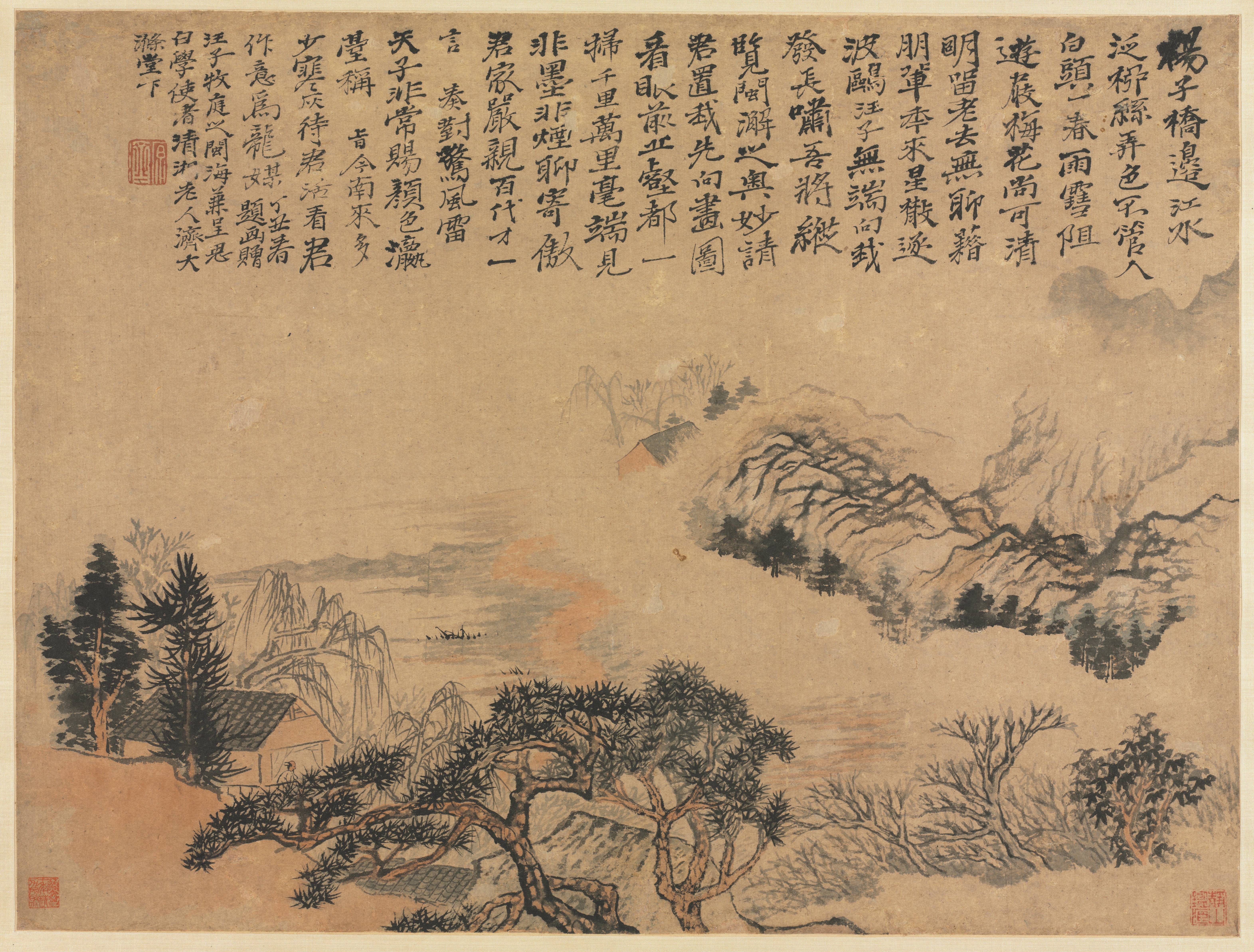
Mùa xuân trên sông Mân (1697) Bảo tàng nghệ thuật Cleveland
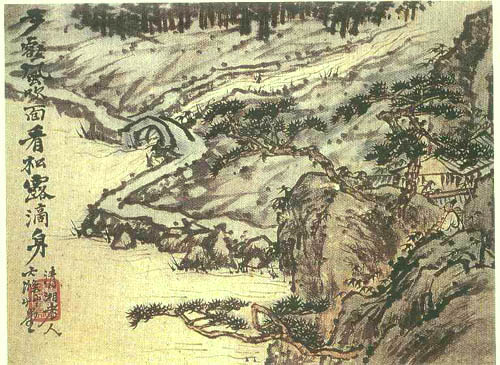
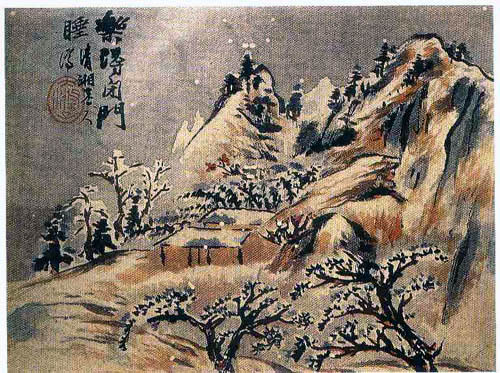
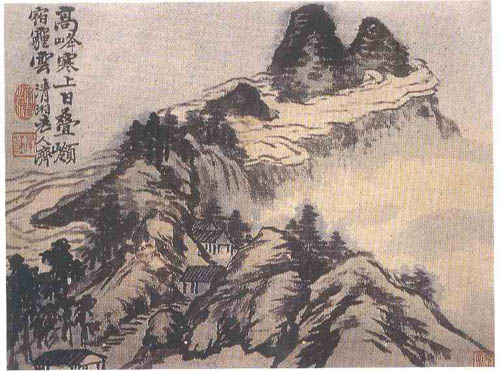

## Gia đình
| \| \| \| \| \| \| \| \| \| \| \| \| \| \| \| \| \| \| \| \| Ông tổ: Tĩnh Giang Cung Huệ vương Chu Bang Trữ (朱邦薴) \| \| \| \| \| \| \| \| \| \| \| \| \| \| \| \| \| \| \| \| \| \| \| \| \| \| \| \| \| \| \| \| \| \| \| \| \| \| \| \| \| \| \| \| \| \| \| \| \| \| \| \| \| \| Ông cố: Tĩnh Giang Hiến Định vương Chu Nhâm Thịnh (朱任晟) \| \| \| \| \| \| \| \| \| \| \| \| \| \| \| \| \| \| \| \| \| \| \| \| \| \| \| \| \| \| \| \| \| \| \| \| \| \| \| \| \| \| \| \| \| \| \| \| \| \| \| \| \| \| Bà tổ: Tĩnh Giang Cung Huệ vương Phu nhân Trịnh thị \| \| \| \| \| \| \| \| \| \| \| \| \| \| \| \| \| \| \| \| \| \| \| \| \| \| \| \| \| \| \| \| \| \| \| \| \| \| \| \| \| \| \| \| \| \| \| \| \| \| \| \| \| \| Ông nội: Tĩnh Giang Vinh Mục vương Chu Lý Hổ (朱履祜) \| \| \| \| \| \| \| \| \| \| \| \| \| \| \| \| \| \| \| \| \| \| \| \| \| \| \| \| \| \| \| \| \| \| \| \| \| \| \| \| \| \| \| \| \| \| \| \| \| \| \| \| \| \| Bà cố: Tĩnh Giang Hiến Định vương phi Bạch thị \| \| \| \| \| \| \| \| \| \| \| \| \| \| \| \| \| \| \| \| \| \| \| \| \| \| \| \| \| \| \| \| \| \| \| \| \| \| \| \| \| \| \| \| \| \| \| \| \| \| \| \| \| \| Cha: (Dĩ cách) Tĩnh Giang vương Chu Hanh Gia \| \| \| \| \| \| \| \| \| \| \| \| \| \| \| \| \| \| \| \| \| \| \| \| \| \| \| \| \| \| \| \| \| \| \| \| \| \| \| \| \| \| \| \| \| \| \| \| \| \| \| \| \| \| Bà nội: Tĩnh Giang Vinh Mục vương Phu nhân \| \| \| \| \| \| \| \| \| \| \| \| \| \| \| \| \| \| \| \| \| \| \| \| \| \| \| \| \| \| \| \| \| \| \| \| \| \| \| \| \| \| \| \| \| \| \| \| \| \| \| \| \| \| Chu Nhược Cực \| \| \| \| \| \| \| \| \| \| \| \| \| \| \| \| \| \| \| \| \| \| \| \| \| \| \| \| \| \| \| \| \| \| \| \| \| \| \| \| \| \| \| \| \| \| \| \| \| \| \| \| \| \| Mẹ: (Dĩ cách) Tĩnh Giang vương phi? \| \| \| \| \| \| \| \| \| \| \| \| \| \| \| \| \| \| \| \| \| \| \| \| \| \| \| \| \| \| \| \| \| \| \| \| \| \| \| \| \| \| \| \| \| \| \| \| \| \| \| \| |                                                            |  |  |  |  |  |  |  |  |  |  |  |  |  |  |  |
| |                                                            |  |  |  |  |  |  |  |  |  |  |  |  |  |  |  |
| | Ông tổ: Tĩnh Giang Cung Huệ vương Chu Bang Trữ (朱邦薴)    |  |  |  |  |  |  |  |  |  |  |  |  |  |  |  |
| |                                                            |  |  |  |  |  |  |  |  |  |  |  |  |  |  |  |
| |                                                            |  |  |  |  |  |  |  |  |  |  |  |  |  |  |  |
| | Ông cố: Tĩnh Giang Hiến Định vương Chu Nhâm Thịnh (朱任晟) |  |  |  |  |  |  |  |  |  |  |  |  |  |  |  |
| |                                                            |  |  |  |  |  |  |  |  |  |  |  |  |  |  |  |
| |                                                            |  |  |  |  |  |  |  |  |  |  |  |  |  |  |  |
| | Bà tổ: Tĩnh Giang Cung Huệ vương Phu nhân Trịnh thị        |  |  |  |  |  |  |  |  |  |  |  |  |  |  |  |
| |                                                            |  |  |  |  |  |  |  |  |  |  |  |  |  |  |  |
| |                                                            |  |  |  |  |  |  |  |  |  |  |  |  |  |  |  |
| | Ông nội: Tĩnh Giang Vinh Mục vương Chu Lý Hổ (朱履祜)      |  |  |  |  |  |  |  |  |  |  |  |  |  |  |  |
| |                                                            |  |  |  |  |  |  |  |  |  |  |  |  |  |  |  |
| |                                                            |  |  |  |  |  |  |  |  |  |  |  |  |  |  |  |
| | Bà cố: Tĩnh Giang Hiến Định vương phi Bạch thị             |  |  |  |  |  |  |  |  |  |  |  |  |  |  |  |
| |                                                            |  |  |  |  |  |  |  |  |  |  |  |  |  |  |  |
| |                                                            |  |  |  |  |  |  |  |  |  |  |  |  |  |  |  |
| | Cha: (Dĩ cách) Tĩnh Giang vương Chu Hanh Gia               |  |  |  |  |  |  |  |  |  |  |  |  |  |  |  |
| |                                                            |  |  |  |  |  |  |  |  |  |  |  |  |  |  |  |
| |                                                            |  |  |  |  |  |  |  |  |  |  |  |  |  |  |  |
| | Bà nội: Tĩnh Giang Vinh Mục vương Phu nhân                 |  |  |  |  |  |  |  |  |  |  |  |  |  |  |  |
| |                                                            |  |  |  |  |  |  |  |  |  |  |  |  |  |  |  |
| |                                                            |  |  |  |  |  |  |  |  |  |  |  |  |  |  |  |
| | Chu Nhược Cực                                              |  |  |  |  |  |  |  |  |  |  |  |  |  |  |  |
| |                                                            |  |  |  |  |  |  |  |  |  |  |  |  |  |  |  |
| |                                                            |  |  |  |  |  |  |  |  |  |  |  |  |  |  |  |
| | Mẹ: (Dĩ cách) Tĩnh Giang vương phi?                        |  |  |  |  |  |  |  |  |  |  |  |  |  |  |  |
| |                                                            |  |  |  |  |  |  |  |  |  |  |  |  |  |  |  |
| |                                                            |  |  |  |  |  |  |  |  |  |  |  |  |  |  |  |